# Рагби 15 репрезентација Аустралије
Рагби јунион репрезентација Аустралије је рагби јунион тим који представља Аустралију у овом екипном спорту. После аустралијског фудбала и рагбија 13 ( друга верзија рагбија ), рагби јунион је трећи најпопуларнији спорт у Аустралији. Аустралија је једна од највећих суперсила у рагбију. Рагби јунион репрезентација Аустралије је 2 пута била шампион света и 4 пута шампион јужне хемисфере. Боје аустралијске рагби репрезентације су златно жута и зелена, а надимак "Валабиси" добили су 1908. када су имали турнеју по Северној Америци и Уједињеном Краљевству. Међу највеће легенде аустралијског рагбија убрајају се Дејвид Кампесе, Мајкл Линаф, Тим Хоран, Џорџ Греган, Џорџ Смит, Џон Илс, Крис Летем, Стирлинг Мортлок, Стефен Ларкам, Метју Бурке, Адам Ешли-Купер, Мат Гито... Највише утакмица за репрезентацију одиграо је Џорџ Греган 139, највише есеја дао је Дејвид Кампесе - 64, а највише поена дао је Мајкл Линаф - 911.
Успеси
- Светско првенство у рагбију

- Шампион света (2) : 1991, 1999.
- Вицешампион света (1) : 2003.

- Куп три нације и Куп четири нација

- Освајач (4) : 2000, 2001, 2011, 2015.

== Тренутни састав == 
Израел Фолау
Дру Мичел
Роб Хорн
Адам Ешли-Купер
Мат Гито
Куртли Бејл
Бернард Фоли
Квејд Купер
Џејмс Оконор
Вил Гениа
Дејвид Покок
Мајкл Хупер
Вил Скелтон
Џејмс Слипер
Стефен Мур
Грег Холмс
Секопе Кепу
Тоби Смит
Роб Симонс
Скот Сио
Бен Мекелмен
Виклиф Палу
Ник Фипс
Тевита Куридрани
Анри Спејт
Виклиф Палу